# Kanton Les Échelles
Kanton Les Échelles is een voormalig kanton van het Franse departement Savoie in de toenmalige regio Rhône-Alpes. Het kanton maakte deel uit van het arrondissement Chambéry totdat het op 22 maart 2015 werd opgeheven en de gemeenten werden opgenomen in het aangrenzende kanton Le Pont-de-Beauvoisin.

## Gemeenten
Het kanton omvatte de volgende gemeenten:
- Attignat-Oncin
- La Bauche
- Corbel
- Entremont-le-Vieux
- Les Échelles (hoofdplaats)
- Saint-Christophe-la-Grotte
- Saint-Franc
- Saint-Jean-de-Couz
- Saint-Pierre-d'Entremont
- Saint-Pierre-de-Genebroz
- Saint-Thibaud-de-Couz

Het gebied van het voormalige kanton ligt in de Chartreuse en ten westen daarvan.